# Königlicher Kronen-Orden (Preußen)

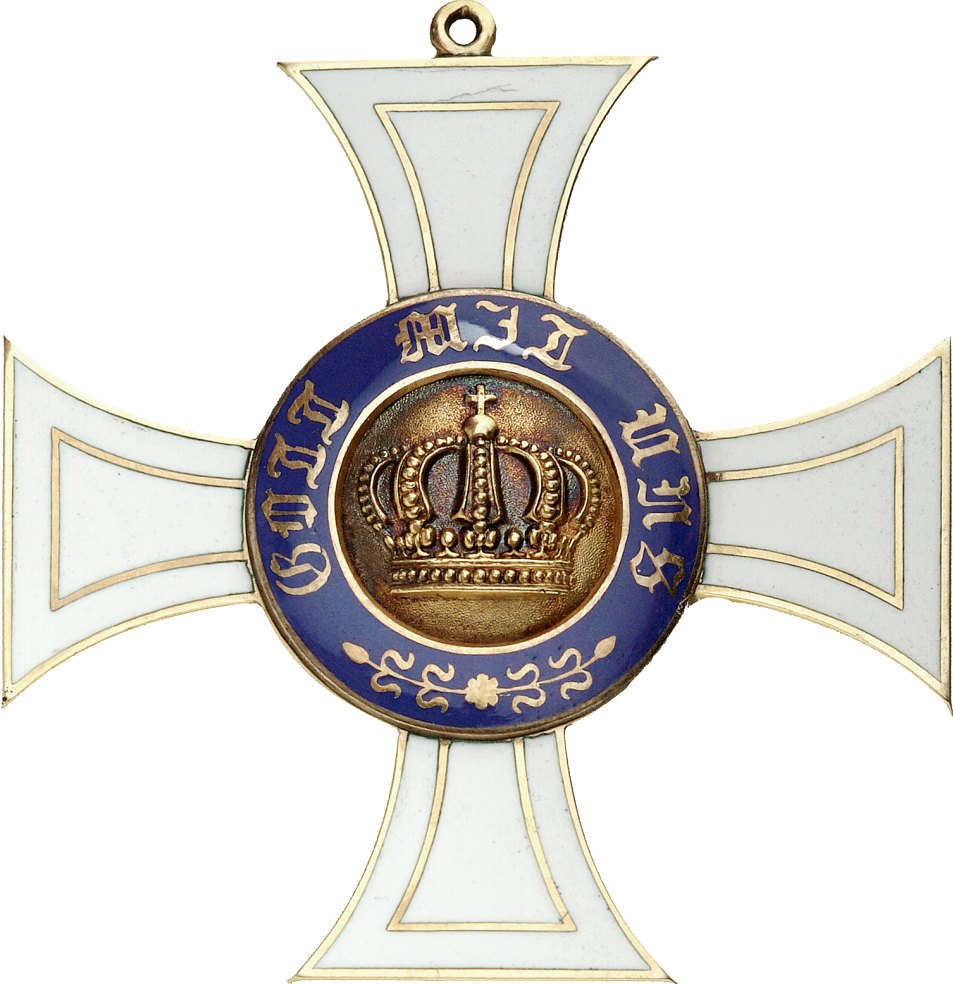
Kronen-Orden, Kleinod zur I. Klasse

Der Königliche Kronen-Orden war ein allgemeiner Verdienstorden der preußischen Monarchie.

## Geschichte
Nach dem Tod seines Bruders Friedrich Wilhelm IV. am 2. Januar 1861 bestieg Wilhelm I. den preußischen Thron. Bei seiner Krönung am 18. Oktober 1861 in der Schlosskirche in Königsberg – der ersten eines preußischen Monarchen seit 1701 – spielte die preußische Königskrone eine zentrale Rolle. Zu diesem Ereignis neu angefertigt, war sie das Symbol des von Wilhelm so verstandenen und in der Zeremonie verkündeten Gottesgnadentums. Ihre eindeutige Stilisierung findet sich schon in der Kronenüberhöhung der 1842 geschaffenen Armee-Medaille in Silber (später umbenannt in Rote Adler-Medaille) und im neuen Reversstempel des Allgemeinen Ehrenzeichens, den Heinrich Lorenz 1847 geschnitten hatte. Sie setzte sich nach und nach in der preußischen Staatsheraldik und in der Gestaltung der königlichen Monogramme durch.

### Stiftung
Der Orden wurde nach umfangreichen Vorarbeiten zum Tag der Krönung, dem 18. Oktober 1861, durch König Wilhelm I. gestiftet. Von Anfang an war er laut Stiftungsurkunde dem Roten Adler-Orden im Rang gleichgestellt. Für die Verwaltung des Ordens war die General-Ordens-Kommission zuständig.

### Chronologische Entwicklung
- Januar 1863 – Einführung des 2. Modells mit der „kleinen“ heraldischen Krone (siehe Insignien)
- 27. März 1863 – Einführung der Jubiläumszahlen (siehe Distinktionen)
- 27. Februar 1864 – Einführung von Insignien mit Schwertern und Schwertern am Ring (siehe Insignien).
- 22. April 1864 – Einführung der Trageweise am schwarzen Bande mit weißer Einfassung, zweimal schwarz und dreimal weißgesteift Bande und am weißen Bande mit schwarzer Einfassung (siehe Bänder).
- 18. Oktober 1864 – Einführung von Insignien mit dem Johanniterkreuz und der Trageweise am Bande des Königlichen Hausordens von Hohenzollern (siehe Distinktionen und Bänder).
- 18. Januar 1865 – Einführung von Insignien mit dem Emailleband des Roten Adler-Ordens (siehe Distinktionen).
- März 1865 – Einführung des helleren Bandes (siehe Bänder).
- Januar 1869 – Einführung des 3. Modells mit der „großen“ preußischen Krone (siehe Insignien).
- 22. Juni 1871 – Einführung der III. und IV. Klasse mit dem Roten Kreuz und der Trageweise am sog. „Erinnerungsband“ (siehe Bänder).
- 9. November 1918 – Mit der Ausrufung der Republik in Deutschland wurde die Verleihung des Ordens eingestellt, womit er faktisch aufhörte zu bestehen.

## Ordensklassen

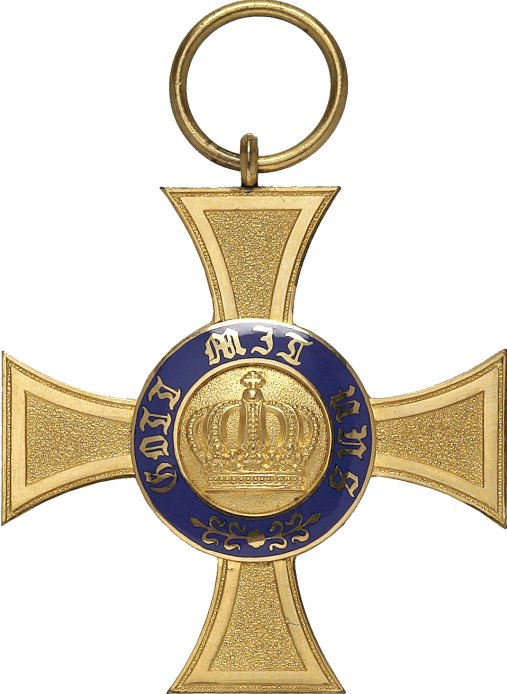
IV. Klasse

- I. Klasse
- II. Klasse mit dem Stern
- II. Klasse
- III. Klasse
- IV. Klasse

## Insignien
Das Ordenszeichen ist ein weiß emailliertes goldenes Tatzenkreuz vom Typ Eisernes Kreuz mit geschwungenen Armen, mit Bordierungslinien in den Armfeldern. Das goldene Aversmedaillon zeigt eine Königskrone, umgeben vom blauemaillierten Medaillonring mit der Ordensdevise GOTT MIT UNS. Das goldene Reversmedaillon trägt das Monogramm des Stifters WR mit dem Stiftungsdatum Den 18 October 1861 auf dem blauemaillierten Medaillonring. Beim Ordenskreuz IV. Klasse sind die Kreuzarme nicht emailliert.
Ende des zwanzigsten Jahrhunderts wurden drei verschiedene Modelle nachgewiesen, die sich in der Gestaltung der Krone im Medaillon deutlich unterscheiden:
1. Modell, das von 1861 bis ca. Ende 1862 verliehen wurde, mit einer heraldischen Krone mit hochgewölbten Kronenbügeln
2. Modell, das ca. von Anfang 1863 bis Ende 1868 verliehen wurde, mit einer normalen (kleinen) heraldischen Königskrone
3. Modell, mit der preußischen (großen) Königskrone, das von Anfang 1869 bis Ende 1918 verliehen wurde.

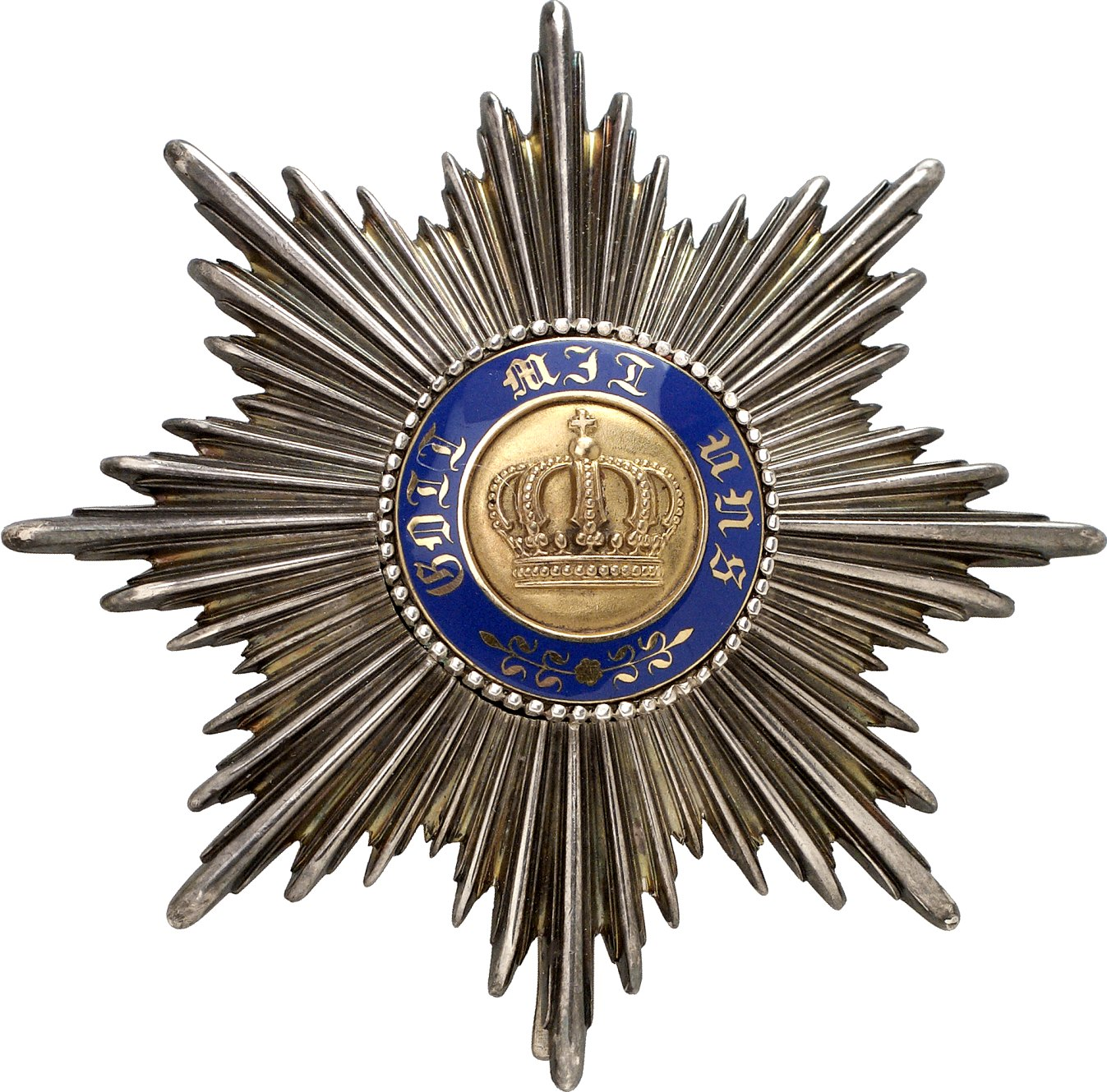
Bruststern der I. Klasse

Der Bruststern – für die I. Klasse achtstrahlig, für die II. Klasse mit Stern vierstrahlig – zeigt in der Mitte das Aversmedaillon des Ordenszeichens. Laut Allerhöchster Ordre Wilhelms I. vom 27. Februar 1864 wurde, entsprechend der Allerhöchsten Kabinettsordre Friedrich Wilhelms IV. vom 16. September 1848 für den Roten Adler-Orden, für Verdienste vor dem Feind (Kriegsauszeichnungen) die Verleihung von Insignien mit in der Mitte gekreuzten Schwertern angeordnet. Inhaber von Kriegsauszeichnungen erhielten bei Promotionen (Höherverleihungen) im Frieden Insignien mit über dem Kreuz angebrachten gekreuzten Schwertern, sog. Schwerter am Ring. Kombinationen von beiden waren möglich.
Die Kleinode/Kreuze der I. bis III. Klasse waren von 1861 bis 1918 aus Gold und hohl gefertigt, von 1917 bis 1918 aus vergoldetem Silber, punziert „938“. Das Kreuz der IV. Klasse war stets aus vergoldeter Bronze, die Medaillons von 1861 bis ca. Ende 1861 aus vergoldetem Silber, von ca. Anfang 1863 bis 1916 aus Gold und von 1917 bis 1918 wieder aus vergoldetem Silber. Die Sterncorpi waren massiv aus Silber, die Auflagen waren von 1861 bis 1916 aus Gold, von 1917 bis 1918 aus vergoldetem Silber. Für diese Jahre lassen sich auch bei Insignien mit Schwertern die Verwendung von Gold (Medaillon) und vergoldetem Silber (Schwerter) nachweisen.
Als besonderer Gnadenerweis konnten die Insignien der I. und II. Klasse auch in Brillanten, d. h. das Ordenszeichen teilweise, der Korpus des Bruststerns ganz mit geschliffenen Diamanten besetzt, verliehen werden.

## Trageweise
In der I. Klasse wurde gemäß der Stiftungsurkunde vom 18. Oktober 1861 ein Ordenskreuz mit ca. 60–62 mm Durchmesser an einem dunkelblauen gewässerten vier Zoll (ca. 100 mm) breiten Band von der rechten Schulter zur linken Hüfte und dazu auf der linken Brust ein achtstrahliger Bruststern mit einem Durchmesser von ca. 90 mm getragen. Diese Trageweise wurde durch königliche Anordnung vom 8. März 1862 von der linken Schulter zur rechten Hüfte geändert.
In der II. Klasse wurde ein Ordenskreuz mit ca. 49–51 mm Durchmesser an einem zwei Zoll (ca. 50 mm) breiten Band am Hals und bei einer Verleihung mit dem Stern dazu auf der linken Brust ein vierstrahliger Bruststern mit einem Durchmesser von ca. 78–81 mm getragen. Die III. Klasse trug ein Ordenskreuz mit ca. 42 mm Durchmesser an einem eineinhalb Zoll (ca. 38 mm) breiten Band laut Stiftungsurkunde im Knopfloch, de facto auf der linken Brust. In der IV. Klasse wurde ein Ordenskreuz ohne emaillierte Arme mit ca. 42 mm Durchmesser an einem eineinhalb Zoll breiten Band laut Stiftungsurkunde im Knopfloch, de facto auf der linken Brust getragen.

## Ergänzungen

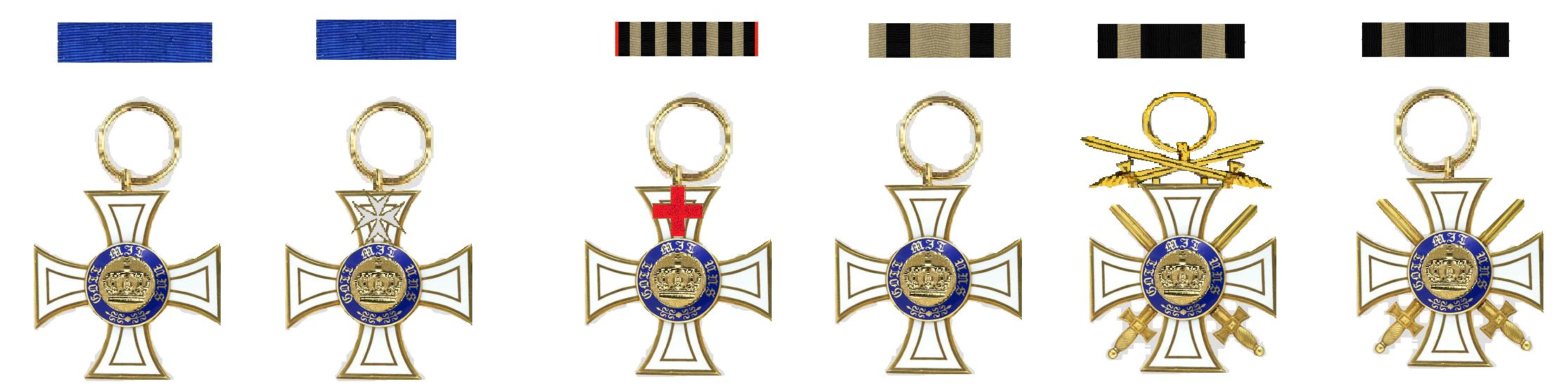
III. Klasse in den jeweiligen Distinktionen und Ordensbändern

Gemäß Mitteilung des Geheimen Militärkabinetts an die General-Ordens-Kommission vom 27. Januar 1863 wurde – nach dem Vorbild des Roten Adler-Ordens für Verleihungen für 50 Dienstjahre – eine auf den Insignien anzubringende Zahl 50 eingeführt. Stillschweigend wurden vom Roten Adler-Orden auch die möglichen Jubiläumszahlen 60, 65 und 70 übernommen.
Auf Antrag des Herrenmeisters der Ballei Brandenburg des Johanniterordens, Prinz Carl von Preußen, erfolgten laut Schreiben Wilhelms I. vom 18. Oktober 1864 Verleihungen von Insignien für Verdienste um die Pflege und Heilung verwundeter und kranker Krieger an Ritter des Johanniter-Ordens während des Deutsch-Dänischen Kriegs von 1864 und des Preußisch-Österreichischen Kriegs von 1866 mit Johanniterkreuzen am Ring. Willi Geile führt alle entsprechenden Verleihungen auf.
Mit Urkunde Wilhelms I. vom 18. Januar 1865 wurden bei Inhabern der I. Klasse beider Orden die Insignien des zweitverliehenen mit dem Emailleband des Erstverliehenen versehen. Inhaber der I. Klasse mit Eichenlaub des Roten Adler-Ordens erhielten bei der Verleihung des Kronen-Ordens I. Klasse Insignien mit Emailleband und Eichenlaub des ersteren. Laut Schultze wurde ohne Angabe einer Quelle diese Distinktion am 4. Mai 1888 wieder aufgehoben. Nimmergut meint, dass dies auf Wunsch Kaiser Friedrichs III. mit einer unveröffentlichten ministeriellen Verfügung geschehen sei.
Am 22. Juni 1871 verfügte Wilhelm I., dass Mitglieder der freiwilligen Krankenpflege im Deutsch-Französischen Krieg die III. und IV. Klasse des Ordens mit auf dem oberen Kreuzarm aufgelegten roten Kreuz auf weißem Emaille-Grund verliehen bekommen sollen.

## Bänder
Die Farbe des Bandes für die Insignien wird in der Stiftungsurkunde als dunkelblau gewässert bezeichnet. Fr. W. Hoeftmann versieht diese Angabe mit einer Anmerkung, dass das Band ab März 1865 von hellerer Farbe gewesen sei, jedoch ohne Angabe von Quellen. Schneider erwähnt, ebenfalls ohne Angabe von Quellen, dass Wilhelm I. am 25. März einen helleren Ton der kornblumenblauen Farbe für das Band bestimmt habe. Nimmergut präzisiert, auch ohne Angabe von Quellen, dass das Band zuerst dunkelkornblumenblau (die Lieblingsfarbe des Königs) und ab 1865 ein aufgehelltes mittelblau gewesen sei.
Laut Kabinettsorder Wilhelms I. vom 22. April 1864 wurde für die Insignien mit Schwertern durch die Mitte für Inländer eine Verleihung an einem schwarzen Bande mit weißer Einfassung vorgeschrieben (analog zum Eisernen Kreuz am weißen Bande). Bei einer Promotion (=Höherverleihung) mit Schwertern zu einer bereits innehabenden Kriegsdekoration war das Band zweimal schwarz und dreimal weiß gestreift, mit schwarzen Randstreifen. Allerdings fanden diese Bestimmungen für die I. Klasse keine Anwendung. Die Farbe des Bandes blieb hier die statutenmäßige. Entsprechend derselben Ordre erhielten Militäroberbeamte im Kriege für im feindlichen Feuer erworbene Verdienste die Insignien mit Schwertern an einem weißen Bande mit schwarzer Einfassung verliehen (analog zum Eisernen Kreuz am weißen Bande).
Des Weiteren erhielten Militäroberbeamte im Kriege für nicht im feindlichen Feuer erworbene Verdienste die Insignien ohne Schwerter, jedoch an einem weißen Bande mit schwarzer Einfassung verliehen.
Laut Hoeftmann sind seit dem 18. Oktober 1864 einige Verleihungen des Kronen-Ordens am Bande des Königlichen Hausordens von Hohenzollern erfolgt.
Am 22. Juni 1871 erließ Wilhelm I. die Allerhöchste Ordre, dass Insignien III. und IV. Klasse des Kronen-Ordens, die für patriotische Handlungen außerhalb des Kriegsschauplatzes von 1870/71 verliehen worden waren, künftig an einem weißen sechsmal schwarzgestreiften Bande mit rotem Vorstoß zu tragen waren. Dekorationen mit dem roten Kreuz waren ebenfalls laut dieser Ordre grundsätzlich an diesem später so bezeichneten Erinnerungsband zu tragen.
Laut Nimmergut konnte ab einem bisher unbekannten Zeitpunkt auch der Kronen-Orden für besonders schwierige oder wiederholte Rettungstaten am Band der Rettungsmedaille verliehen werden. Für den Zeitraum zwischen 1902 und 1909 belegt Nimmergut eine solche Verleihung der III. Klasse und fünf der IV. Klasse.

## Verleihung
Schon gemäß der Stiftungsurkunde war der Kronen-Orden dem Roten Adler-Orden im Rang gleichgestellt. Er nahm aber immer die Position nach ihm ein. Die Prinzen des königlichen Hauses erhielten bei Verleihung des Hohen Ordens vom Schwarzen Adler neben dem Großkreuz des Roten Adlerordens auch die I. Klasse des Kronen-Ordens.

## Verleihungszahlen

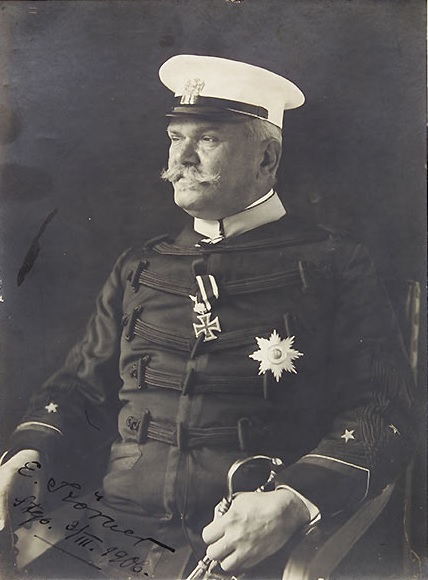
Emil Körner mit dem Bruststern des Kronen-Ordens I. Klasse

Die I. Klasse (einschließlich Schwerter und Distinktionen) wurde von 1861 bis 1862 28-mal, von 1863 bis 1868 81-mal, von 1869 bis 1916 2.352-mal und von 1917 bis 1918 91-mal, also insgesamt 2.553-mal verliehen.
Die II. Klasse (einschließlich Schwerter und Distinktionen) wurde von 1861 bis 1862 100-mal, davon 37-mal mit Stern, von 1863 bis 1868 422-mal, davon 101-mal mit Stern, von 1869 bis 1916 12.105-mal, davon 3.674-mal mit Stern, und von 1917 bis 1918 840-mal, davon 202-mal mit Stern, insgesamt 13.467-mal, davon 4.014-mal mit Stern, verliehen.
Die III. Klasse (einschließlich Schwerter und Distinktionen) wurde von 1861 bis 1862 221-mal, von 1863 bis 1868 1.508-mal, von 1869 bis 1916 28.341-mal und von 1917 bis 1918 1004-mal, insgesamt 31.074-mal verliehen.
Die IV. Klasse (einschließlich Schwerter und Distinktionen) wurde von 1861 bis 1862 488-mal, von 1863 bis 1868 55.878-mal, von 1869 bis 1916 28.341-mal und von 1917 bis 1918 1.227-mal, insgesamt 85.934-mal verliehen.

## Bedeutung
Beim Kronen-Orden handelt es sich um den im monarchischen Deutschland am meisten verliehenen allgemeinen Verdienstorden (im eigentlichen Sinn des Wortes). Die verschiedenen, miteinander kombinierbaren, Distinktionen vor allem in den höheren Klassen wie auch die Trageweise an unterschiedlichen Ordensbändern, haben eine große Variantenvielfalt der Insignien bewirkt, die wiederum vor allem in den 1970er und 1980er Jahren zur Entstehung zahlreicher Fälschungen und Verfälschungen zum Schaden von Sammlern geführt hat.